# 長臂鱷屬
長臂鱷屬（學名︰Dolichobrachium）是勞氏鱷目波波龍科的一屬，化石發現於美國懷俄明州的波波阿吉組（Popo Agie Formation），地質年代為三疊紀晚期。屬名意為「長的手臂」，意指其長肱骨。長臂鱷是最早被命名的波波龍超科之一，但目前的狀態是疑名。